# Han River Police
Han River Police (한강?, Han-gangLR; lett. "Fiume Han") è una serie televisiva sudcoreana distribuita su Disney+ dal 13 al 27 settembre 2023.

## Trama
L'irascibile Han Du-jin è un agente di polizia nella squadra del fiume Han, della quale fanno parte anche i suoi colleghi Lee Cheon-seok, Go Gi-seok, Do Na-hee e Kim Ji-soo, che ogni giorno si occupano di pattugliare le sponde del fiume e risolvere i casi che vi si verificano.

## Personaggi e interpreti
- Han Du-jin, interpretato da Kwon Sang-woo
- Lee Cheon-seok, interpretato da Kim Hee-won
- Go Gi-seok, interpretato da Lee Sang-yi
- Do Na-hee, interpretata da Bae Da-bin
- Kim Ji-soo, interpretato da Shin Hyun-seung